# 7368 Холденкон
7368 Холденкон (7368 Haldancohn) — астероїд головного поясу, відкритий 20 січня 1966 року.
Тіссеранів параметр щодо Юпітера — 3,611.